# Tanita purpurea
Tanita purpurea är en insektsart som beskrevs av Bolívar, I. 1904. Tanita purpurea ingår i släktet Tanita och familjen Pyrgomorphidae. Inga underarter finns listade i Catalogue of Life.